# ان‌جی‌سی ۴۵۸
ان‌جی‌سی ۴۵۸ (انگلیسی: NGC 458) یک خوشه باز است که در صورت فلکی توکان قرار دارد و در ۶ سپتامبر ۱۸۲۶ میلادی توسط جیمز دانلوپ کشف شد.